# Tetrahydridohlinitan lithný
Tetrahydridohlinitan lithný (též hydridohlinitan lithný či hydrid lithno-hlinitý) je anorganická sloučenina se vzorcem LiAlH4. Objeven byl v roce 1947. Používá se jako redukční činidlo v organické syntéze hlavně k redukci esterů, karboxylových kyselin a amidů. V pevném skupenství nebezpečně reaguje s vodou, neboť uvolňuje vodík.

## Vlastnosti, struktura, výroba
LiAlH4 je bezbarvá pevná látka, ovšem vzorky pro komerční použití mají obvykle šedé zbarvení kvůli přítomnosti nečistot. Tuto látku lze přečistit rekrystalizací z diethyletheru. Obvykle se používá šedá nepřečištěná látka, jelikož nečistoty nejsou na závadu a mohou být snadno odděleny od organických produktů. Čistý práškový LiAlH4 je samozápalný, ovšem nikoliv ve velkých krystalech. Některé komerční produkty obsahují minerální oleje, které zabraňují reakci se vzdušnou vlhkostí, ovšem častěji je tato látka zabalena v nepropustných plastových sáčcích. LiAlH4 reaguje s vodou (i se vzdušnou vlhkostí):
LiAlH4 + 4 H2O → LiOH + Al(OH)3 + 4 H2
Tato reakce je jednou z metod laboratorní přípravy vodíku. Staré vzorky vystavené vzduchu často zbělají, protože absorbovaly dostatek vlhkosti k tvorbě směsi hydroxidu lithného a hydroxidu hlinitého, které oba mají bílou barvu.

### Struktura

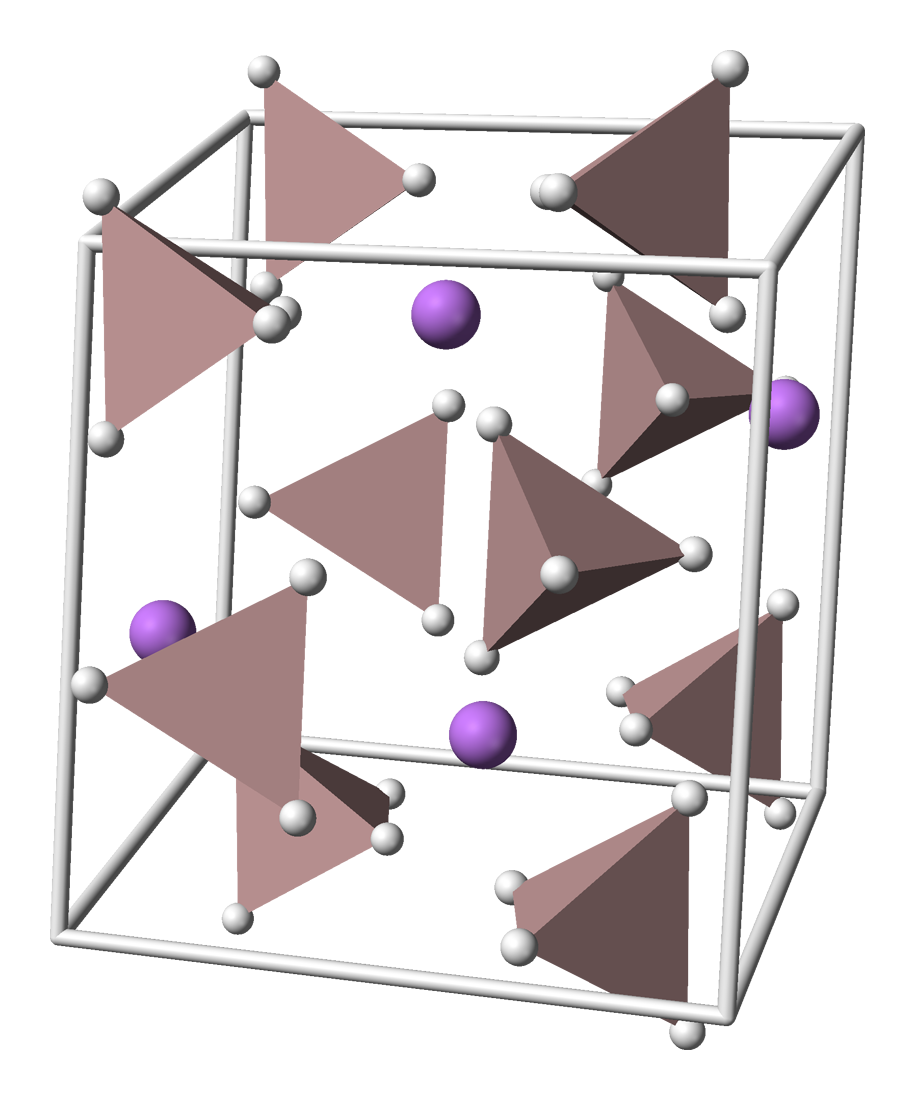
Krystalová struktura LiAlH_{4}; atomy lithia jsou fialově

Hydrid lithno-hlinitý krystalizuje v jednoklonné soustavě, prostorová grupa je P21/c. Osy osového kříže mají délky a = 48,2 pm; b = 78,1 pm a c = 79,2 pm; α = γ=90°, β=112°. Li+ ionty jsou obklopeny pěti AlH -
4  tetraedry. Lithné ionty jsou vázány k jednomu z vodíkových atomů z každého ze sousedních tetraedrických aniontů, přičemž tvoří bipyramidální uspořádání. Při tlacích nad 2,2 GPa dochází k fázovému přechodu za vzniku β-modifikace.

### Výroba
Hydrid lithno-hlinitý byl poprvé připraven reakcí hydridu lithného s chloridem hlinitým:
4 LiH + AlCl3 → LiAlH4 + 3 LiCl
V průmyslové výrobě se nejprve vyrobí tetrahydridohlinitan sodný z prvků za vysokého tlaku a vysoké teploty:
Na + Al + 2 H2 → NaAlH4
LiAlH4 se poté získá podvojnou záměnou:
NaAlH4 + LiCl → LiAlH4 + NaCl
s vysokou výtěžností. LiCl je odstraňován filtrací z diethyletherového roztoku LiAlH4, obsah LiCl v konečném produktu je tak kolem 1 %.

### Rozpustnost
|                                 | Teplota (°C) |      |      |      |      |
| Rozpouštědlo                    | 0            | 25   | 50   | 75   | 100  |
| Diethylether                    | –            | 5,92 | –    | –    | –    |
| THF                             | –            | 2,96 | –    | –    | –    |
| Dimethoxyethan                  | 1,29         | 1,80 | 2,57 | 3,09 | 3,34 |
| Bis(2-methoxyethyl)ether        | 0,26         | 1,29 | 1,54 | 2,06 | 2,06 |
| Triethylenglykoldimethylether   | 0,56         | 0,77 | 1,29 | 1,80 | 2,06 |
| Tetraethylenglykoldimethylether | 0,77         | 1.54 | 2,06 | 2,06 | 1,54 |
| 1,4-dioxan                      | –            | 0,03 | –    | –    | –    |
| Dibutylether                    | –            | 0,56 | –    | –    | –    |

## Použití

### Organická chemie
Hydrid lithno-hlinitý se používá v organické chemii jako redukční činidlo. Je mnohem silnější než podobný tetrahydridoboritan sodný, jelikož vazba Al-H je slabší než vazba B-H.
Používá se obvykle jako diethyletherový roztok a v kyselém prostředí, a to k přeměně esterů, karboxylových kyselin, acylhalogenidů, aldehydů a ketonů na odpovídající alkoholy. Podobně také převádí amidy, nitrosloučeniny, nitrily, iminy, oximy a azidy na aminy. Také redukuje kvartérní amoniové sloučeniny na terciární aminy. Reaktivitu lze pozměnit nahrazením hydridové skupiny alkoxyskupinou. I přes problémy spojené s jeho reaktivitou se používá i v menších průmyslových výrobách, ve velkých výrobách se spíše používá bis(2-methoxyethoxy)hydridohlinitan sodný.
LiAlH4 se nejčastěji využívá k redukci esterů a karboxylových kyselin na primární alkoholy. Aldehydy a ketony jím také mohou být redukovány na alkoholy, ovšem u těchto látek je častější použití mírnějších činidel, například tetrahydridoboritanu sodného; α,β-nenasycené ketony jsou přeměněny na allylové alkoholy. Při redukci epoxidů za použití LiAlH4 činidlo napadá prostorovými efekty méně ovlivněný konec molekuly epoxidu, často za vzniku sekundárního nebo terciárního alkoholu.
Částečná redukce acylchloridů na aldehydy nemůže být provedena touto látkou, protože vždy dojde k redukci na primární alkohol. Místo toho se používá slabší tri(t-butoxy)hydridohlinitan lithný, který reaguje mnohem rychleji s acylchloridy než s aldehydy. Například isovaleroylchlorid (chlorid kyseliny isovalerové) může být redukován tri(t-butoxy)hydridohlinitanem lithným na isovaleraldehyd s 65% výtěžností.
Hydrid lithno-hlinitý rovněž redukuje halogenderiváty na alkany. Nejrychleji reagují alkyljodidy, pomaleji alkylbromidy a ještě pomaleji alkylchloridy. Primární halogenderiváty jsou reaktivnější než sekundární, terciární reagují jen v některých případech.
Hydrid lithno-hlinitý neredukuje samotné alkeny a areny. Alkyny jsou redukovány pouze je-li v blízkosti trojné vazby alkoholová skupina.

### Anorganická chemie
LiAlH4 je využíván k přípravě hydridů kovů bloku s a přechodných kovů z odpovídajících halogenidů. Například hydrid sodný (NaH) může být připraven z chloridu sodného touto reakcí:
LiAlH4 + 4 NaCl → 4 NaH + LiCl + AlCl3
LiAlH4 také reaguje s mnoha anorganickými ligandy za vzniku komplexů s lithnými ionty:
LiAlH4 + 4NH3 → Li[Al(NH2)4] + 4H2

### Skladování vodíku
Hydrid lithno-hlinitý obsahuje 10,6 % vodíku, a tak představuje možné médium pro skladování vodíku ve vozidlech s palivovými články.

### Ostatní tetrahydridohlinitany
Je známo mnoho solí podobných hydridy lithno-hlinitému. NaH může být použit na výrobu tetrahydridohlinitanu sodného podvojnou záměnou v tetrahydrofuranu:
LiAlH4 + NaH → NaAlH4 + LiH
Tetrahydridohlinitan draselný lze připravit podobným způsobem v bis(2-methoxyethyl)etheru jako rozpouštědle:
LiAlH4 + KH → KAlH4 + LiH
LiAlH4 lze získat zpětně z tetrahydridohlinitanu sodného nebo draselného reakcí s LiCl nebo hydridem lithným v diethyletheru nebo tetrahydrofuranu:
NaAlH4 + LiCl → LiAlH4 + NaCl
KAlH4 + LiCl → LiAlH4 + KCl
Tetrahydridohlinitan hořečnatý (Mg(AlH4)2) vzniká obdobně z bromidu hořečnatého:
2 LiAlH4 + MgBr2 → Mg(AlH4)2 + 2 LiBr